# Pedro Fernández del Vallado
Pedro Alfonso Fernández del Vallado López (Oviedo, 23 de noviembre de 1927 - Madrid, 6 de junio de 2011) fue un médico y catedrático español, pionero de la especialidad de reumatología en España y creador de la escuela clásica de esa especialidad en ese país.

## Biografía
Nieto de Fermín López del Vallado y Branat, Abogado-Alcalde de Oviedo entre 1906-1909, que da nombre a una calle de ese Municipio. Su bisabuelo Baltasar López del Vallado fue el primer juez noble de la villa de Gijón entre 1782 y 1794.
Estudió en el Colegio Nuestra Señora del Pilar de Madrid.

### Profesional
Se doctoró en Medicina y Cirugía por la Universidad de Madrid en 1950 y realizó la especialidad de Reumatología en París, entre 1950 y 1954.
A su regreso en 1955, fue uno de los médicos fundadores de la Clínica de la Concepción de Madrid, (posteriormente llamada Fundación Jiménez Díaz) junto al que fue su gran maestro, el Doctor Don Carlos Jiménez Díaz, formando parte de su Junta de dirección entre los años 1975 y 1983.
En 1955 fue el creador del Servicio de Reumatología del Hospital Universitario Fundación Jiménez Díaz, departamento pionero de la especialidad en España.
Es el padre de la llamada "Escuela Clásica de Reumatología", a través de la cual, realizó una triple labor asistencial, de docencia e investigación, y consiguió varios hitos históricos para la Especialidad:
En 1960, los primeros programas en España, precursores de la enseñanza MIR (Médico Interno Residente) implantados en la Fundación Jiménez Díaz, permitieron que en su servicio y con él se formaran los reumatólogos que, a su vez, pasarían posteriormente a ser los jefes del resto de servicios de la especialidad, que se fueron creando en los principales hospitales de España: Juan Gijón Baños (que en los inicios fue su gran colaborador en la creación de esta Escuela) y Emilio Martín Mola en el Hospital Universitario La Paz de Madrid; Juan Beltrán y, posteriormente, Antonio Zea en el Hospital Ramón y Cajal de Madrid; Antonio Larrea en el Hospital Universitario Puerta de Hierro de Madrid; Pedro Sabando Suárez en el Hospital de La Princesa de Madrid; Gabriel Herrero Beaumont en el Hospital Universitario Fundación Jiménez Díaz de Madrid,(sustituyendo al propio Dr. Fernández del Vallado tras su retirada en 1993); Francisco Atero Carrasco en El Hospital Militar Gómez Ulla de Madrid; Isabel Mateo Bernardo en el Hospital 12 de Octubre de Madrid; Pedro Zarco en el Hospital de Alcorcón; Roberto Miguélez en el Hospital de Móstoles; Jesús Tornero Molina en el Hospital General Universitario de Guadalajara; Ramón Serrano Valladares en el Hospital de León; Francisco Javier Paulino Tevar en el Hospital General de Ciudad Real, entre otros.
En 1970 con la integración de la Fundación Jiménez Díaz en la Universidad Autónoma de Madrid (UAM), consiguió, que por primera vez la reumatología entrase en la Universidad como disciplina enclavada en el departamento de medicina, y así su reconocimiento como especialidad independiente de la medicina interna.
Unió las corrientes de reumatología anglosajona y francesa que existían en Europa, creando una reumatología científica en España, con aportaciones determinantes en enfermedades reumáticas, como la Artritis, la Artrosis, la Gota, o la Fiebre de Malta-Brucelosis, sobre la que realizó su Tesis doctoral.
Hizo posible que la reumatología española estuviera al mismo nivel de investigación que otras especialidades médicas, con la creación de grupos con laboratorios propios.
Consiguió la consolidación hospitalaria y asistencial de la especialidad.
Presidió la Sociedad Española de Reumatología (SER) entre 1972-74, siendo reelegido entre 1974-76, como uno de los tres primeros presidentes de la SER en España.
Creó la Liga Reumatológica Española (LIRE) en 1973.
Fue también el fundador de la Revista Española de Reumatología (RER) en enero de 1974, y primer presidente de su consejo editorial.
Fue Profesor de la Facultad de Medicina de la Universidad Autónoma de Madrid (UAM), en la especialidad de Reumatología, desde su creación en 1970 hasta 1993.

Formó parte del órgano de presidencia del Comité Iberoamericano de Reumatología (CIAR), siendo miembro fundador y vicepresidente en la segunda mitad de la década de 1980.
Fue miembro de honor, entre otras, de las Sociedades Francesa y Chilena de reumatología, participando activamente en la mayoría de los Congresos Nacionales, Europeos y Mundiales de dicha especialidad, desde 1955 hasta 1995.
En 1977 fue nombrado Presidente de Honor de la Sociedad Española de Reumatología.
En 1993 se le nombró Consultor honorífico del Hospital Universitario Fundación Jiménez Díaz de Madrid.
En 1995 se creó el Centro Madrileño de Enfermedades Óseas, que lleva su nombre "Instituto Fernández del Vallado".[cita requerida]
Estuvo casado hasta su fallecimiento con Mercedes García-Agulló Lladó, nieta del Diputado romanonista José Lladó Vallés.
Tuvo 4 hijos: Pablo, José, Gracia y Javier Fernández del Vallado García-Agulló.
Falleció en Madrid el 6 de junio de 2011.

## Obra editada
- Resultados de la experiencia clínica con el G. 28.315, en el Tratamiento de los Enfermos Gotosos 1960-Pedro Fernández del Vallado López, J. Gijón Baños.
- Cirugía de la Artritis Reumatoide Liade, 1971-Vicente Sentí Montagut, Fundación Jiménez Díaz (Madrid), Pedro Fernández del Vallado López
- Artrosis de Cadera y Rodilla. Servicio de Reumatología, Clínica Ntra. Sra. de la Concepción, 1977-Pedro Fernández del Vallado López, Juan Gijón Baños, Fundación Jiménez Díaz.
- Artritis Reumatoidea DISTA, 1977-Pedro Fernández del Vallado López, Juan Gijón Baños.
- Espondiloartritis Anquilosante y sus Variantes Dista, S.A.E., 1977-Pedro Fernández del Vallado López, Juan Gijón Baños.
- Reumatismos vertebrales:Artrosis y discopatias 1977-Pedro Fernández del Vallado López, Juan Gijón Baños.
- Artritis in beta-thalassemia minor 1983-Luis Górriz MD, Celso De León MD, Gabriel Herrero-Beaumont MD, Pedro Fernández Del Vallado MD.
- Artritis Reactivas Versus Síndrome de Reiter Geigy, División Farmacéutica, 1984-Pedro Fernández del Vallado López, Gabriel Herrero-Beaumont.
- Ensayo Clínico Abierto con Naproxen en las Artropatias degenerativas Osteoartritis 1983-Pedro Fernández del Vallado, Juan Gijón Baños, JL Postigo Álvarez.
- Ocular Complications Caused by Synthetic Antinalarials.
- Dermatonyositis and Polymyositis.Rewieu of 17 Cases Revista Clínica Española (1980) by E Martín Mola, I Mateo Bernardo, J Gijón Baños, J L Postigo Álvarez, R Muñoz Blanch, P Fernández Del Vallado.
- Membranous Glomerulonephritis as a Complication of Oral Gold Therapy Juan J. Plaza, Gabriel Herrero, Antonio Barat, Juan J. Loutaif, Luis Hernando, Pedro Fernández del Vallado, Horacio Oliva.
- Manifestaciones Osteoarticulares en la Brucelosis, 1984-Pedro Fernández del Vallado
- Los Reumatismos, Ed. I.M.S Madrid, 1984-Pedro Fernández del Vallado y Cols.
- Patología Médica de la Fundación Jiménez Díaz, Ed. Salvat, 1986-Colaboración con el resto de Servicios de la FJD.
- Juvenile chronic polyarthritis. Radiological picture, Revista española de reumatismo y enfermedades osteoarticulares. 1968 Oct;12(8): 314-8 P Sabando Suárez, L M Altuzarra Corral, P Fernández del Vallado, J Gijón Baños.
- Evaluation of articular inflammation with 99mTC. General and local indices of radiotechnetium Proceedings. Annals of the rheumatic diseases. 1976 Jun;35(3): 285 J A Noguera Ochoa, P Fernández del Vallado, J Gijón Baños, J Beltran Gutiérrez, J A Sánchez Martin, J M Linazasoro.
- Diagnosis of rheumatoid arthritis and other related processes. Revista clínica española. 1979 Dec 15;155(5): 315-25 P Fernández del Vallado.
- Double-blind study using flufenamic acid (F.I. 440) and oxyphenylbutazone in rheumatoid arthritis and ankylosing spine. Revista española de reumatismo y enfermedades osteoarticulares. 1968 Oct;12(8): 219-21 J Beltrán Gutiérrez, P Fernández del Vallado, J Gijón Baños.
- A case of pachydermoperiostosis: syndrome of Touraine, Solente and Colé. Revista española de reumatismo y enfermedades osteoarticulares. 1966 Oct;11(8): 197-204 J M Gálvez Failde, P Fernández del Vallado, J Gijón Baños.
- Hydroxyphenylbutazone in the treatment of chronic inflammatory rheumatism. Revista española de reumatismo y enfermedades osteoarticulares. 1966 Oct;11(8): 56-66 P Fernández del Vallado, J Gijón Baños, J Gálvez Failde.
- Incomplete forms of Reiter's syndrome. Revista clínica española. 1981 Jan 15;160(1): 19-22 G Herrero-Beaumont, P Fernández del Vallado, A Morales, E Fernández, P Ispizúa, J L Postigo.
- Clinical experience using hexacetonide triamcinolone in the local treatment of rheumatism. Revista clínica española. 1968 Jul 31;110(2): 137-40 P Fernández del Vallado, J Gijón Baños, J Beltrán Gutiérrez, J R Corts Giner.
- Hydroxy-phenylbutazone in the treatment of chronic inflammatory rheumatisms. Revista clínica española. 1967 Apr 15;105(1): 46-51 P.Fernández del Vallado, J Gijón Baños, J M Gálvez Failde, J Beltrán Gutiérrez.
- Spinal cord lesions in cervical spondyloarthrosis. Revista española de reumatismo y enfermedades osteoarticulares. 1966 Oct;11(8): 205-12 J L Postigo Álvarez, J Beltrán Gutiérrez, J Gijón Baños, P Fernández del Vallado, R Serrano Valladaves.
- Articular pain in childhood. Anales españoles de pediatría. 1985 Jan;22(1): 55-62 G Herrero-Beaumont, S Castañeda Sanz, P Fernández del Vallado, M López-Linares.
- Membranous glomerulonephritis as a complication of oral gold therapy. Annals of internal medicine. 1982 Oct;97(4): 563-4 J J Plaza, G Herrero, A Barat, J J Loutaif, L Hernando, P Vallado, H Oliva.
- [ A case of ankylopoietic spondylitis treated by Girdlestone's pseudarthrosis operation on both hips. Revista clínica española. 1960 Apr 15;77: 82-5 V SENTI MONTAGUT, CARREÑO, P VALLADO, J GIJON.